# كارلوس روميرو
كارلوس روميرو (بالإسبانية: Carlos Romero)‏ (مواليد 7 سبتمبر 1927) هو لاعب كرة قدم. يلعب مع منتخب الأوروغواي لكرة القدم. سبق له أن لعب في كأس العالم لكرة القدم مع منتخب بلاده.

## روابط خارجية
- كارلوس روميرو على موقع الاتحاد الدولي (مؤرشف)  (الإنجليزية)
- كارلوس روميرو على موقع ناشيونال فوتبول تيمز (الإنجليزية)
- كارلوس روميرو على موقع Soccerway.com (الإنجليزية)
- كارلوس روميرو على موقع عالم كرة القدم.نت (الإنجليزية)